# Hönesjön, Skåne
Hönesjön är en sjö i Örkelljunga kommun i Skåne och ingår i Stensåns huvudavrinningsområde.